# 小行星23017
小行星23017（23017 Advincula）是一颗绕太阳运转的小行星，为主小行星带小行星。该小行星于1999年11月15日发现。

## 轨道参数
小行星23017的轨道半长轴为376 662 446 km，2.5177971 UA，离心率为0.135。